# 한만수
한만수(韓萬洙, 1918년~1999년 4월 29일)는 광주고등법원, 대구고등법원 등에서 법원장을 역임한 법조인이다.
1918년에 태어나 개성상업학교와 보성전문학교를 졸업하고 1947년 제1회 변호사시험에 합격하여 1950년 서울지방법원 판사에 임용되어 서울고등법원 등에서 판사로 재직하였다. 대전지방법원, 대구지방법원, 서울가정법원, 광주고등법원, 대구고등법원에서 법원장을 역임하였다. 대구고등법원 법원장으로 재직하다 1979년 8월 22일에 정년 2년을 앞두고 일신상의 사정으로 대법원에 사표를 제출했다. 
개성상업학교에 재학할 때는 마라톤 선수였으며 이후에도 승마, 야구, 사냥, 골프를 즐겼던 한만수는 서울가정법원장으로 재직하면서 직접 재판에 참여하여 이혼위기에 있는 부부를 원만하게 해결해주었으며 3.15 의거 시민들에게 발포를 지령하여 구속된 전 마산지청장 서득용을 재판했던 대구지방법원에서 법원장으로 재직할 때 법원으로 4.19 혁명 상이자 및 사망자 유족회 명의로 협박조의 경고문이 송달되어 직접 검찰에 수사를 요청했다.
서울고등법원 재판장으로 재직하던1965년 5월 8일에 "박봉에 허덕이는 공무원을 매수하여 불법으로 사직동 공원 용지를 매수한 이 사건의 징역2년을 선고한 원심 판결은 죄에 비해 너무 가볍다"고 하면서 징역3년을 선고했다.